# Wereldkampioenschap superbike van Brno 1996
Het wereldkampioenschap superbike van Brno 1996 was de vijfde ronde van het wereldkampioenschap superbike 1996. De races werden verreden op 30 juni 1996 op het Automotodrom Brno nabij Brno, Tsjechië.

## Race 1
| Pos | Nr | Rijder               | Constructeur | Rondes | Tijd                | Grid | Punten |
| --- | -- | -------------------- | ------------ | ------ | ------------------- | ---- | ------ |
| 1   | 2  | Troy Corser          | Ducati       | 19     | 39:52.373           | 1    | 25     |
| 2   | 1  | Carl Fogarty         | Honda        | 19     | +10.202             | 2    | 20     |
| 3   | 3  | Aaron Slight         | Honda        | 19     | +11.678             | 6    | 16     |
| 4   | 11 | John Kocinski        | Ducati       | 19     | +27.037             | 4    | 13     |
| 5   | 10 | John Reynolds        | Suzuki       | 19     | +33.401             | 7    | 11     |
| 6   | 45 | Colin Edwards        | Yamaha       | 19     | +34.925             | 8    | 10     |
| 7   | 67 | Mike Hale            | Ducati       | 19     | +35.109             | 16   | 9      |
| 8   | 7  | Pierfrancesco Chili  | Ducati       | 19     | +35.393             | 9    | 8      |
| 9   | 5  | Wataru Yoshikawa     | Yamaha       | 19     | +35.675             | 11   | 7      |
| 10  | 6  | Simon Crafar         | Kawasaki     | 19     | +43.450             | 12   | 6      |
| 11  | 9  | Neil Hodgson         | Ducati       | 19     | +54.331             | 3    | 5      |
| 12  | 13 | Andreas Meklau       | Ducati       | 19     | +1:06.066           | 17   | 4      |
| 13  | 14 | Jochen Schmid        | Kawasaki     | 19     | +1:06.496           | 15   | 3      |
| 14  | 36 | Kirk McCarthy        | Suzuki       | 19     | +1:10.459           | 10   | 2      |
| 15  | 12 | Rob Phillis          | Kawasaki     | 19     | +1:22.377           | 22   | 1      |
| 16  | 38 | Ioannis Boustas      | Ducati       | 19     | +1:26.559           | 23   |        |
| 17  | 41 | Michaël Paquay       | Ducati       | 19     | +1:28.768           | 18   |        |
| 18  | 8  | Piergiorgio Bontempi | Kawasaki     | 19     | +1:29.038           | 19   |        |
| 19  | 18 | Igor Jerman          | Kawasaki     | 19     | +2:12.317           | 20   |        |
| 20  | 34 | Anton Gruschka       | Yamaha       | 18     | +1 ronde            | 27   |        |
| 21  | 77 | Michal Bursa         | Kawasaki     | 18     | +1 ronde            | 26   |        |
| 22  | 55 | Gerhard Esterer      | Kawasaki     | 18     | +1 ronde            | 24   |        |
| 23  | 28 | Antonio Giangiacomo  | Ducati       | 17     | +2 ronden           | 32   |        |
| DNF | 32 | Christer Lindholm    | Ducati       | 17     | Uitgevallen         | 14   |        |
| DNF | 16 | Paolo Casoli         | Ducati       | 17     | Uitgevallen         | 13   |        |
| DNF | 33 | Jiří Mrkývka         | Kawasaki     | 12     | Uitgevallen         | 30   |        |
| DNF | 58 | Hermann Schmid       | Kawasaki     | 8      | Uitgevallen         | 31   |        |
| DNF | 57 | Kurt Csismazia       | Ducati       | 1      | Uitgevallen         | 28   |        |
| DNF | 4  | Anthony Gobert       | Kawasaki     | 0      | Uitgevallen         | 5    |        |
| DNF | 68 | Shawn Giles          | Ducati       | 0      | Uitgevallen         | 21   |        |
| DNF | 39 | Eric Maillard        | Kawasaki     | 0      | Uitgevallen         | 25   |        |
| DNF | 50 | Petr Šalé            | Ducati       | 0      | Uitgevallen         | 29   |        |
| DNQ | 52 | Ondřej Lelek         | Ducati       | 0      | Niet gekwalificeerd |      |        |

## Race 2
| Pos | Nr | Rijder               | Constructeur | Rondes | Tijd        | Grid | Punten |
| --- | -- | -------------------- | ------------ | ------ | ----------- | ---- | ------ |
| 1   | 2  | Troy Corser          | Ducati       | 19     | 39:58.710   | 1    | 25     |
| 2   | 3  | Aaron Slight         | Honda        | 19     | +7.790      | 6    | 20     |
| 3   | 1  | Carl Fogarty         | Honda        | 19     | +8.883      | 2    | 16     |
| 4   | 9  | Neil Hodgson         | Ducati       | 19     | +16.201     | 3    | 13     |
| 5   | 67 | Mike Hale            | Ducati       | 19     | +18.946     | 16   | 11     |
| 6   | 11 | John Kocinski        | Ducati       | 19     | +20.006     | 4    | 10     |
| 7   | 45 | Colin Edwards        | Yamaha       | 19     | +20.495     | 8    | 9      |
| 8   | 10 | John Reynolds        | Suzuki       | 19     | +20.919     | 7    | 8      |
| 9   | 6  | Simon Crafar         | Kawasaki     | 19     | +39.439     | 12   | 7      |
| 10  | 7  | Pierfrancesco Chili  | Ducati       | 19     | +43.115     | 9    | 6      |
| 11  | 5  | Wataru Yoshikawa     | Yamaha       | 19     | +45.545     | 11   | 5      |
| 12  | 13 | Andreas Meklau       | Ducati       | 19     | +46.023     | 17   | 4      |
| 13  | 32 | Christer Lindholm    | Ducati       | 19     | +49.956     | 14   | 3      |
| 14  | 16 | Paolo Casoli         | Ducati       | 19     | +1:10.724   | 13   | 2      |
| 15  | 12 | Rob Phillis          | Kawasaki     | 19     | +1:20.937   | 22   | 1      |
| 16  | 8  | Piergiorgio Bontempi | Kawasaki     | 19     | +1:22.411   | 19   |        |
| 17  | 41 | Michaël Paquay       | Ducati       | 19     | +1:35.739   | 18   |        |
| 18  | 18 | Igor Jerman          | Kawasaki     | 19     | +1:35.990   | 20   |        |
| 19  | 4  | Anthony Gobert       | Kawasaki     | 19     | +1:40.126   | 5    |        |
| 20  | 55 | Gerhard Esterer      | Kawasaki     | 19     | +2:09.943   | 24   |        |
| 21  | 34 | Anton Gruschka       | Yamaha       | 19     | +2:10.106   | 27   |        |
| 22  | 39 | Eric Maillard        | Kawasaki     | 19     | +2:10.214   | 25   |        |
| 23  | 77 | Michal Bursa         | Kawasaki     | 19     | +2:10.756   | 26   |        |
| 24  | 33 | Jiří Mrkývka         | Kawasaki     | 18     | +1 ronde    | 30   |        |
| DNF | 14 | Jochen Schmid        | Kawasaki     | 18     | Uitgevallen | 15   |        |
| DNF | 38 | Ioannis Boustas      | Ducati       | 12     | Uitgevallen | 23   |        |
| DNF | 58 | Hermann Schmid       | Kawasaki     | 6      | Uitgevallen | 31   |        |
| DNF | 36 | Kirk McCarthy        | Suzuki       | 2      | Uitgevallen | 10   |        |
| DNF | 28 | Antonio Giangiacomo  | Ducati       | 1      | Uitgevallen | 32   |        |
| DNF | 68 | Shawn Giles          | Ducati       | 0      | Uitgevallen | 21   |        |
| DNF | 57 | Kurt Csismazia       | Ducati       | 0      | Uitgevallen | 28   |        |
| DNF | 50 | Petr Šalé            | Ducati       | 0      | Uitgevallen | 29   |        |

## Tussenstanden na wedstrijd
| Pos | Nr | Rijder        | Team   | Punten |
| --- | -- | ------------- | ------ | ------ |
| 1   | 3  | Aaron Slight  | Honda  | 173    |
| 2   | 2  | Troy Corser   | Ducati | 164    |
| 3   | 1  | Carl Fogarty  | Honda  | 149    |
| 4   | 11 | John Kocinski | Ducati | 128    |
| 5   | 45 | Colin Edwards | Yamaha | 110    |

1993 · 1996 · 2005 · 2006 · 2007 · 2008 · 2009 · 2010 · 2011 · 2012 · 2018